# Gruppo della monazite
Il gruppo della monazite è un gruppo di minerali aventi la seguente formula chimica generica:
REEO4
dove:
- REE è un elemento delle terre rare.

I minerali del gruppo della monazite cristallizzano nel sistema monoclino; tale gruppo fa parte del supergruppo della monazite.

## Minerali del gruppo della monazite
I minerali elencati in questo gruppo sono i seguenti:
- Monazite-(Ce)
- Monazite-(Gd)
- Monazite-(La)
- Monazite-(Nd)
- Monazite-(Sm)